# دوس پالوس (کالیفرنیا)
دوس پالوس (به انگلیسی: Dos Palos) شهری در شهرستان مرسد ایالت کالیفرنیا است که در سرشماری سال ۲۰۱۰ میلادی، ۴۹۵۰ نفر جمعیت داشته است.